# Kali Uchis

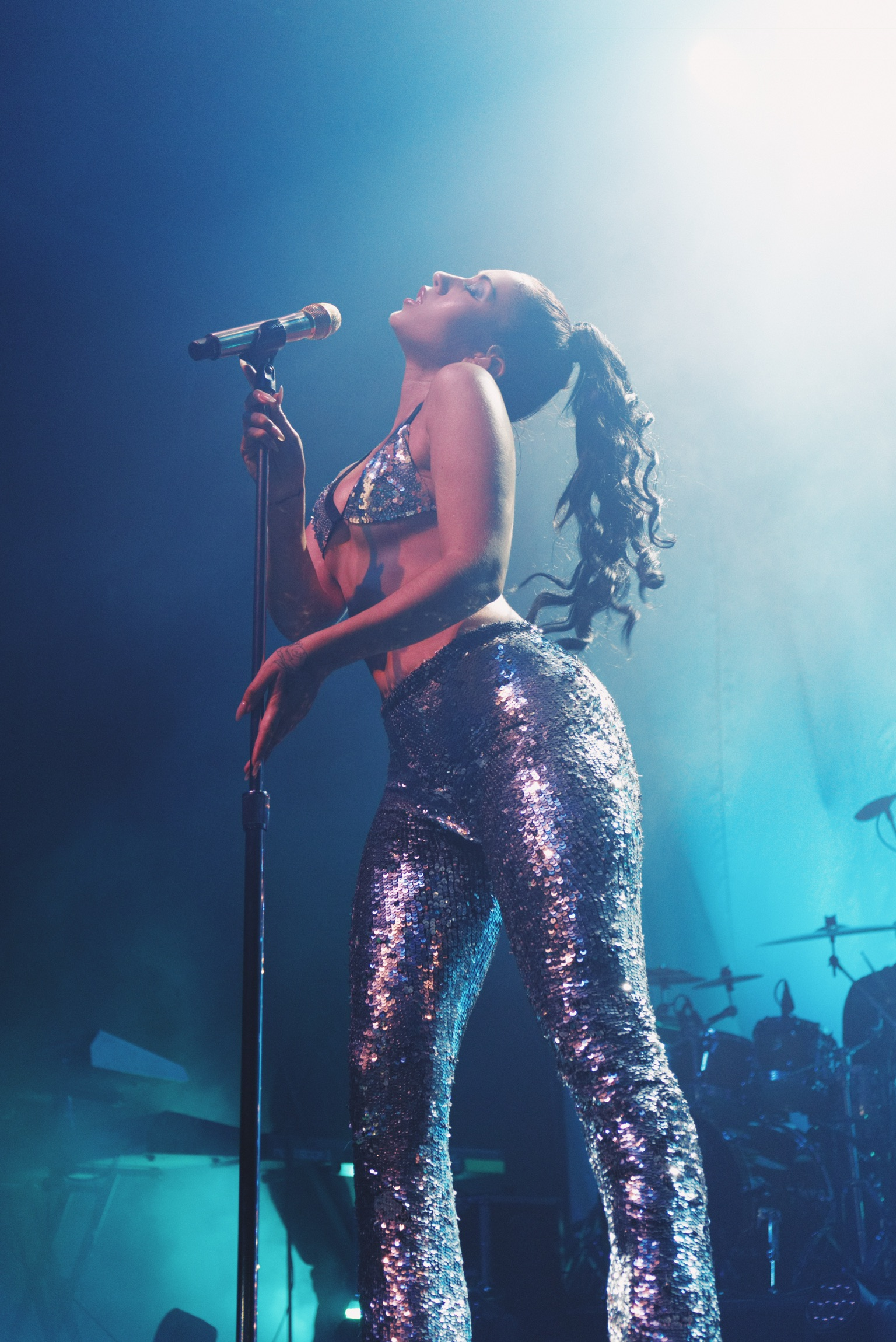
Kali Uchis im Jahr 2018

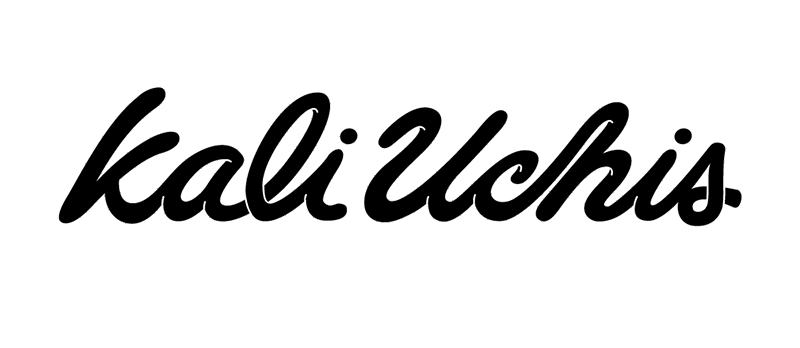
Logo

Karly-Marina Loaiza, bekannt unter ihrem Künstlernamen Kali Uchis [ka:liˈu:tʃis] (* 17. Juli 1994 in Alexandria, Virginia) ist eine US-amerikanische Soul- und Indie-Pop-Sängerin sowie Produzentin und Grammy-Preisträgerin.
Die Karriere als Musikerin begann für Uchis in ihrer Heimatstadt Alexandria und führte sie später nach Los Angeles. Im Jahr 2012 veröffentlichte Uchis ihr erstes Mixtape Drunken Babble; danach folgte mit Por Vida die erste Debüt-EP. Ihren musikalischen Durchbruch hatte die Sängerin 2018 mit dem Studioalbum Isolation. Dadurch erlangte Uchis besonders in der Indie-Pop-Szene größere Bekanntheit. Ihr zweites Studioalbum Sin miedo erschien am 18. November 2020 und war zugleich das erste Werk, auf dem die Sängerin ausschließlich in spanischer Sprache singt. Die Singleauskopplung Telepatía erreichte Platz 25 in den Billboard Hot 100 und erhielt mehrfach Gold und Platinstatus. Für das Lied 10%, eine Kollaboration mit dem Sänger Kaytranada, gewann sie 2021 einen Grammy Award in der Kategorie „Best Dance Recording“ und wurde für zwei weitere in den Kategorien „Best R&B Performance“ und „Best Música Urbana Album“ nominiert. Gegen Ende der COVID-19-Pandemie veröffentlichte Uchis die beiden Alben Red Moon in Venus und Orquídeas, welche Spitzenränge in den Billboard-200-Charts erreichten. Ihr fünftes Studioalbum Sincerely erschien im Mai 2025.
Kali Uchis’ Musik ist melancholisch geprägt und besitzt Einflüsse von Neo-Soul, R&B und Popmusik. Sie vermischt lateinamerikanische Klänge mit musikalischen Elementen der 1960er- und 1970er-Jahre. Eines ihrer Markenzeichen ist ihr Gesang mit einem leicht kolumbianischen Akzent.

## Jugend
Karly-Marina Loaiza wurde am 17. Juli 1994 in Alexandria im Bundesstaat Virginia geboren. Ihr Vater, ein gebürtiger Kolumbianer aus Pereira, war Ende der 1980er Jahre vor dem noch immer anhaltenden Konflikt in Kolumbien in die Vereinigten Staaten immigriert, wo er zunächst in der Nähe von Washington D.C. lebte. Ihre Mutter stammt aus Virginia. Diese hatte sich zuvor von ihrem Mann getrennt und lernte Anfang der 1990er Jahre Loaizas' Vater kennen. Beide heirateten wenige Monate später und zogen nach Alexandria. Loaiza hat zudem drei Stiefbrüder und eine Stiefschwester aus der vorherigen Ehe ihrer Mutter; sie blieb jedoch nach der Geburt das einzige leibliche Kind. Loaiza verbrachte einen Großteil ihrer Kindheit in Washington, D.C.
Ihr Vater kehrte Ende der 1990er Jahre nach Kolumbien zurück, um sich um seine kranke Mutter zu kümmern. In dieser Zeit wuchs Loaiza in einfachen und bescheidenen Verhältnissen auf. Während der Schulzeit war sie in den Vereinigten Staaten bei ihrer Mutter; die Sommermonate verbrachte sie bei der väterlichen Familie in Pereira. In der Freizeit musste sich die junge Kali häufig um den Haushalt sowie um die Familienmitglieder kümmern.
Während der Schulzeit an der T. C. Williams High School lernte Loaiza Saxophon- und Klavierspielen. In der siebten Klasse trat sie dem Schulchor bei und wurde auch Mitglied einer Jazzband, bevor sie ihren Schulabschluss erlangte. Während der Zeit an der Highschool blieb Loaiza wiederholt dem Unterricht fern. In einem Interview sagte Loaiza später, dass sie viel Zeit im Fotolabor der Schule verbrachte. Sie entwickelte früh ein großes Interesse an der Kunst und Fotografie und widmete sich besonders an der Erstellung von Covern für Alben und CDs.
Nach ihrem Schulabschluss im Jahr 2011 verließ Loaiza im Alter von 17 Jahren ihr Elternhaus. In einem späteren Interview verriet die Sängerin, dass sie wortwörtlich „hinausgeworfen“ wurde, nachdem sie mehrere Male trotz Ausgangsverbot das Haus verlassen hatte. Sie lebte fortan in ihrem Auto und übernachtete auch bei Freunden. Um sich den Lebensunterhalt zu verdienen, arbeitete die junge Frau schichtweise in einem Lebensmittelgeschäft. In ihrer Freizeit beschäftigte sich Loaiza oft mit dem Schreiben von Liedtexten und spielte diese an ihrem eigenen Keyboard ein. Einige der Lieder wurden später Teil ihres ersten Mixtapes Drunken Babble. Uchis verfasste neben Songtexten auch Poesiegedichte; jedoch hegte sie nie den Wunsch eine kommerziell erfolgreiche Sängerin zu sein. Vielmehr ging ihr Interesse eher dahin, Filme und Videos zu drehen, als berühmt zu sein und im Rampenlicht zu stehen. Ihr Vater erfand später für sie den Künstlernamen „Kali Uchis“.

## Karriere

### 2012 bis 2016:Drunken BabbleundPor Vida

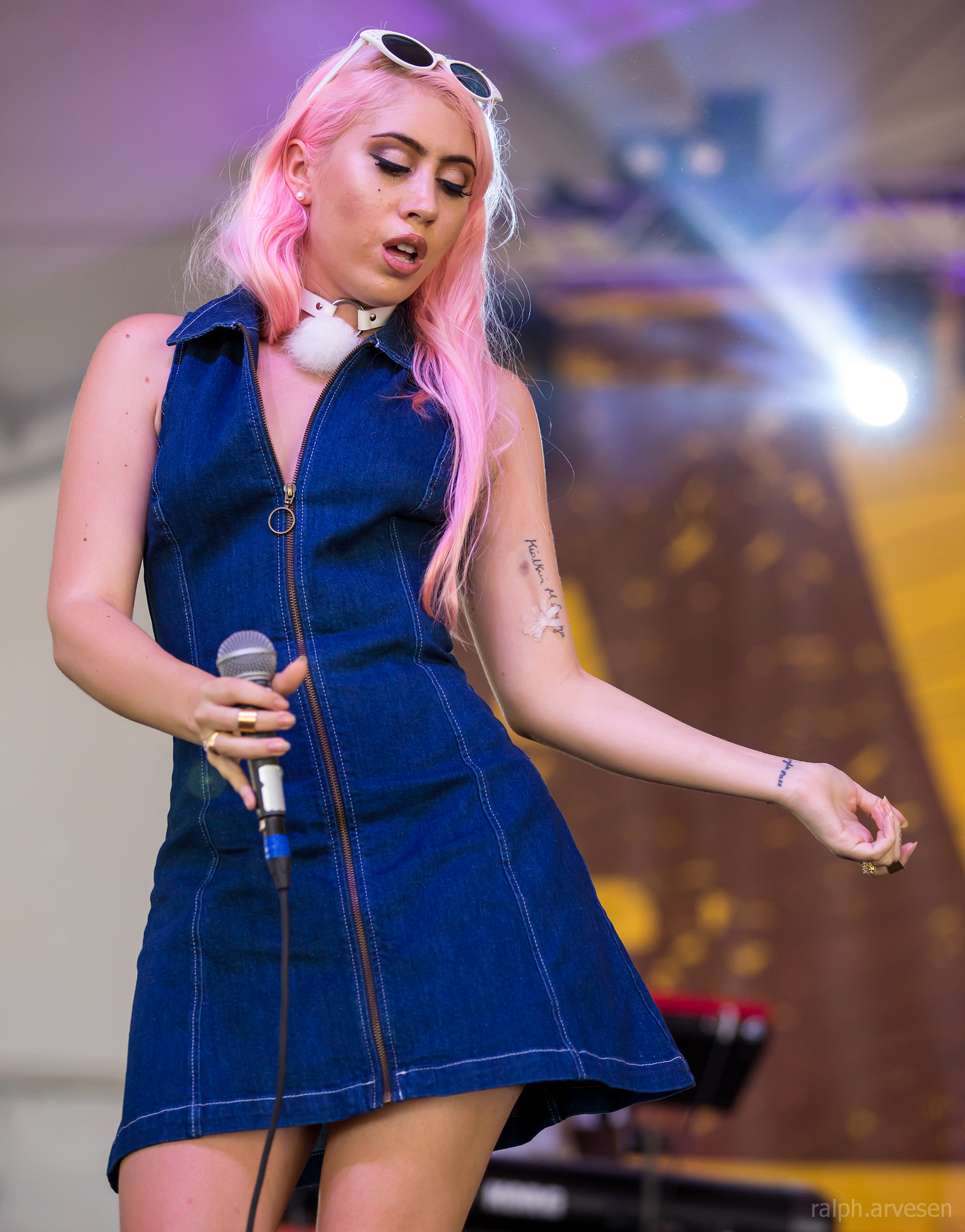
Kali Uchis bei einem Auftritt während des Austin City Limits Music Festival in Austin, Texas, im Oktober 2015

Im Alter von 18 Jahren produzierte Uchis ihr erstes eigenes Mixtape Drunken Babble mit 17 Titeln, welches sie selbst als „genreverachtend“ bezeichnet. Es erschien am 1. August 2012 und besitzt Einflüsse von Doo Wop, Reggae und spätem R&B. Gegen Ende des Jahres 2013 lernte sie den US-amerikanischen Rapper Snoop Dogg kennen und nahm mit ihm gemeinsam den Song On Edge auf. Dieses Lied erschien später auf dem 2014 veröffentlichten Mixtape That's My Work 3 des Rappers.
Im Februar 2015 erschien nach etwa einjähriger Produktion ihre erste EP Por Vida, die Uchis auf ihrer eigenen Website als digitalen Download zur Verfügung stellte. Ein paar Tage danach war das Minialbum auch auf der Musikplattform iTunes verfügbar. Während der Aufnahmen arbeitete die Sängerin mit zahlreichen Produzenten zusammen, u. a. mit Alex Epton, Diplo, Bunx, Tyler, The Creator und Caleb Stone. An der Produktion des Albums waren alle Mitglieder der Band BadBadNotGood beteiligt. Von Kritikern erhielt es überwiegend positive Bewertungen und wurde als „verträumtes autobiografisches Werk“ der jungen Sängerin beschrieben. Von den insgesamt neun Tracks wurden vier als Singles veröffentlicht; jedoch konnte sich keine der Auskopplungen in den Charts platzieren.
Im selben Jahr startete der US-amerikanische Sänger Leon Bridges seine Coming Home Tour, um sein gleichnamiges Album zu promoten. Die Tour begann am 12. Oktober 2015 in New Orleans. Zwischenstationen waren unter anderem Boston, New York, Chicago, Toronto, Montréal, und Seattle. Uchis selbst fungierte dabei als „Supporter“ während der Tournee. Die letzte Station war Dallas in Texas, wo die Tour am 14. November 2015 offiziell endete.

### 2017 bis 2018: Internationaler Durchbruch mitIsolation
Am 28. April 2017 veröffentlichte die britische Band Gorillaz ihr fünftes Studioalbum Humanz. Dieses enthält neben anderen Stücken mit namhaften Künstlern wie Carly Simon, Mavis Staples und Grace Jones auch zwei Kollaborationen mit Uchis.
Der Song She's My Collar erschien in der Tracklist der Standard-Version des Albums; die zweite Duett-Single Ticker Tape als Bonus-Track auf der Deluxe Edition. Etwa einen Monat später, am 22. Mai, veröffentlichte Uchis den Song Tyrant als erste Single ihres Studioalbums Isolation in Zusammenarbeit mit Jorja Smith.
Im Juni kündigte Uchis an, dass sie ein zweites Mal auf Tournee gehen werde, dieses Mal als Headliner. Die Tour nutzte die Sängerin als Gelegenheit, um ihr erstes Studioalbum zu promoten. Im August begann die „North America Tour“ in Kalifornien auf dem Outside Lands Music and Arts Festival in San Francisco. Danach legte Uchis einen kurzen Zwischenstopp in Montréal ein und trat auf dem Pop Montréal auf. Die Tournee endete offiziell am 1. Oktober in Phoenix, Arizona.

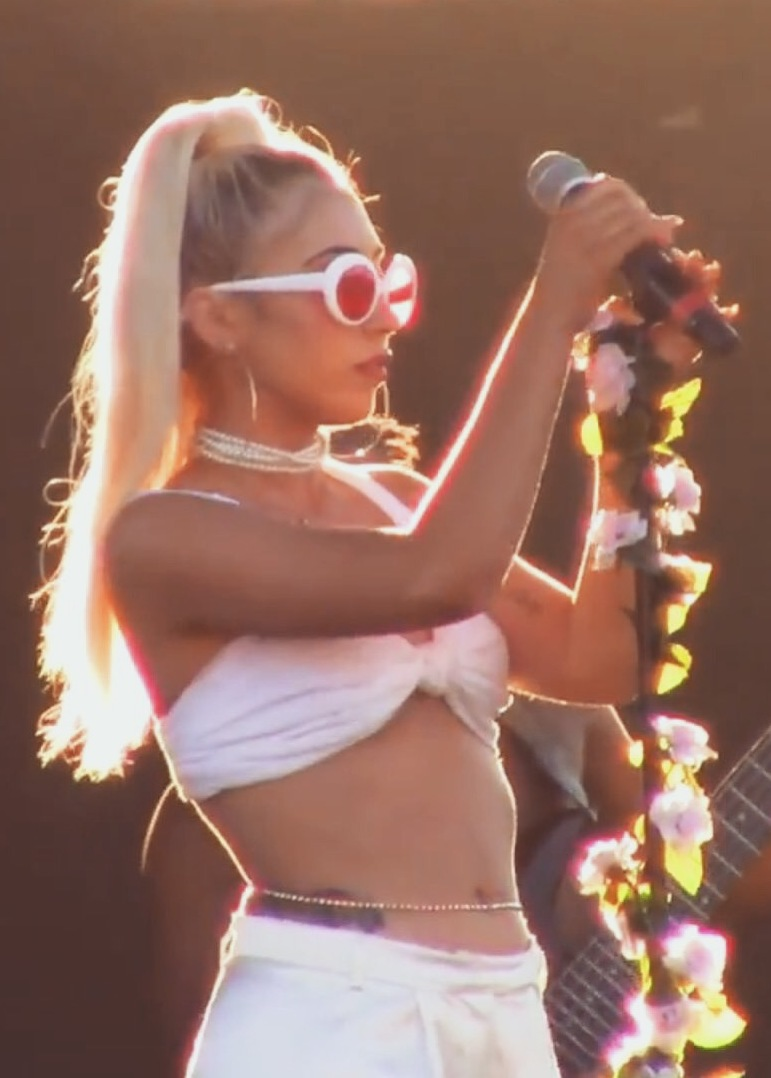
Kali Uchis bei einem Live-Auftritt 2017

Nach mehreren Ankündigungen erschien am 25. August 2017 die Single Nuestra Planeta im Duett mit dem kolumbianischen Sänger Reykon. Der Song stellte zugleich die zweite Single aus ihrem ersten Album Isolation da; sie konnte sich aber nicht in den Charts platzieren. Im Oktober, nach dem Ende ihrer zweiten Tournee, wurde die Sängerin mit einem Latin Grammy in der Kategorie „Record of the Year“ für El Ratico nominiert. Die Kollaboration mit dem spanischen Sänger Juanes erreichte Platz eins in den kolumbianischen Charts sowie Platz 31 in den Mexico Airplay Charts und Platz 45 in den Billboard Hot Latin Charts. Bei den Grammy Awards 2018 in New York erhielt Uchis eine weitere Nominierung für die Kollaboration Get You in der Kategorie Best R&B Performance. Der Song erreichte Platz 93 in den Billboard Charts sowie Platz eins in den US Adult R&B Songs.
Ende September 2017 gab die US-amerikanische Sängerin Lana Del Rey Details für ihre vierte Headlining-Tour bekannt. Del Rey veröffentlichte kurz davor im Sommer das fünfte Studioalbum Lust for Life. Uchis begleitete sie während der Tour als Supporter und sang gemeinsam mit Jhené Aiko in der Eröffnungsrunde. Die LA to the Moon Tour begann offiziell am 5. Januar 2018 in Minneapolis im Target Center und endete am 28. Februar in Honolulu. Weitere Stationen waren unter anderem Denver, Kansas City, Chicago und Toronto.
Am 12. Januar 2018, noch während der LA to the Moon Tour, erschien der Song After the Storm als vierte Singleauskopplung von Isolation. After the Storm hielt sich sieben Wochen in den US R&B Charts, die bis dahin höchste Platzierung der Sängerin in den Charts. Bei den Aufnahmen arbeitete Uchis mit dem Produzenten Tyler, the Creator und Bootsy Collins zusammen, die auch beide als Gastkünstler zu hören sind. In der The Tonight Show am 15. März 2018 gab Uchis genauere Details zu ihrem ersten Studioalbum bekannt. Veröffentlicht wurde Isolation offiziell am 6. April 2018. Die Rezensionen fielen überwiegend positiv aus; die Website Metacritic vergab 87 von insgesamt 100 Punkten.
Isolation stieg für vier Wochen auf Platz 32 in den US-amerikanischen Billboard-200-Charts, in den kanadischen Album-Charts auf Platz 70 sowie auf 62. Platz in den UK-Albums-Charts. In den belgischen Charts erreichte Isolation den 65. Platz in den flandrischen Charts. In den wallonischen Charts konnte sich das Album eine Woche auf Platz 189 halten.
Als fünfte und letzte Auskopplung erschien am 30. Oktober der Song Just a Stranger in Kollaboration mit Steve Lacy.
Am 13. September 2018 begann die Isolation Tour in San Francisco. Die Tournee dauerte etwa einen Monat und endete am 24. Oktober in Chicago.

### 2019 bis 2021:To Feel AliveundSin miedo (del amor y otros demonios)

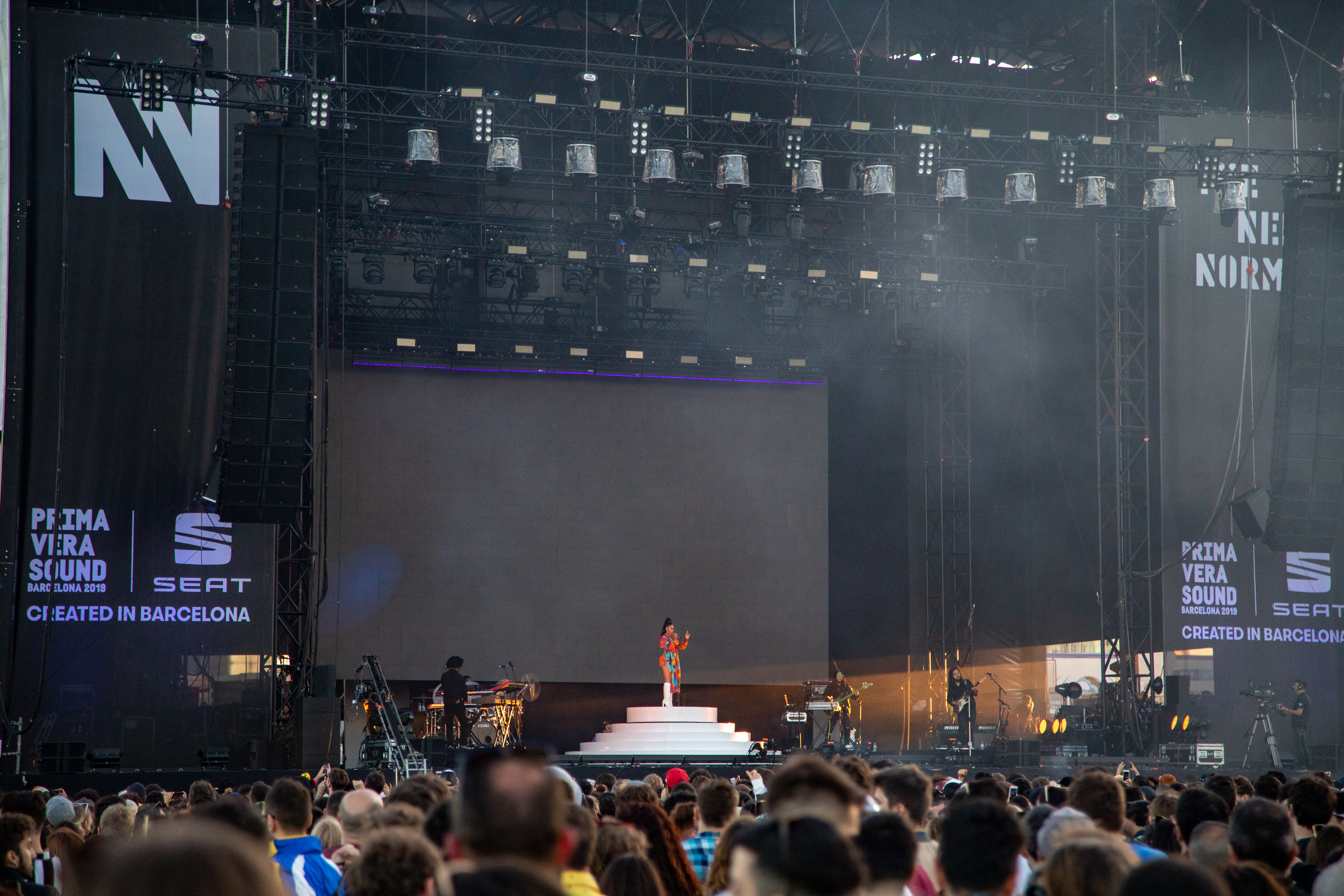
Kali Uchis während des Primavera Sound Festivals in Barcelona im Juni 2019

Mitte Juni 2019 erschien die Kollaboration Time. Neben Uchis war die R&B-Band Free Nationals und der inzwischen verstorbene Sänger Mac Miller an den Aufnahmen beteiligt. Die Mitglieder der Gruppe waren für die gesamte Produktion zuständig; Miller hingegen trat nur als Featurist in Erscheinung. Der Track wurde am 12. Juni 2019 veröffentlicht und war die erste posthume Veröffentlichung des Sängers. Time wurde später Teil des Albums Free Nationals, das am 13. Dezember 2019 erschien.
Im Dezember 2019 veröffentlichte Uchis die Single Solita, welche eigentlich die Leadsingle für ihr kommendes Studioalbum Sin miedo (del amor y otros demonios) werden sollte; stattdessen wurde das Lied als Bonustrack der Vinyl- und Deluxe-Version des Albums verwendet. Bereits fünf Tage danach erschien mit 10% eine Kollaborationssingle mit dem kanadischen Produzenten Kaytranada. Dieser Song wurde Bestandteil seines Albums Bubba. Bei den Grammy Awards 2021 erhielt 10% eine Auszeichnung in der Kategorie „Best Dance Recording“. Eine weitere Kollaboration, eine Remixversion des Songs Are you feeling sad? mit der Band Little Dragon, wurde Ende März 2020 veröffentlicht.
Nach mehreren Ankündigungen im Herbst 2019 gab Uchis via Twitter bekannt, dass sie in Los Angeles an einem neuen dritten Album arbeite. Die Extended Play mit dem Titel To Feel Alive erschien am 24. April 2020 und umfasst vier Tracks.
Produziert wurde es überwiegend von Mark Spears und Rogét Chahayed. Maßgeblich war Uchis selbst neben Spears und weiteren am Schreiben der Liedtexte beteiligt. Wie sich nach einem Interview zum Album herausstellte, produzierte die Sängerin aufgrund der COVID-19-Pandemie To Feel Alive in Selbstisolation in ihrem Haus.
Das vorher veröffentlichte Album-Cover zeigt Uchis als Zweipersönlichkeit, nackt auf einer Couch liegend und Oralverkehr praktizierend. Dies soll als Kombination der beiden vorherigen Alben Por Vida und Isolation verstanden werden. Aufgrund der erotischen Darstellung wurde das Cover von Apple Music sowie Spotify zensiert und unkenntlich gemacht. To Feel Alive erhielt jedoch große positive Rezensionen; Kritiker lobten zudem das gewagte Cover des Albums.

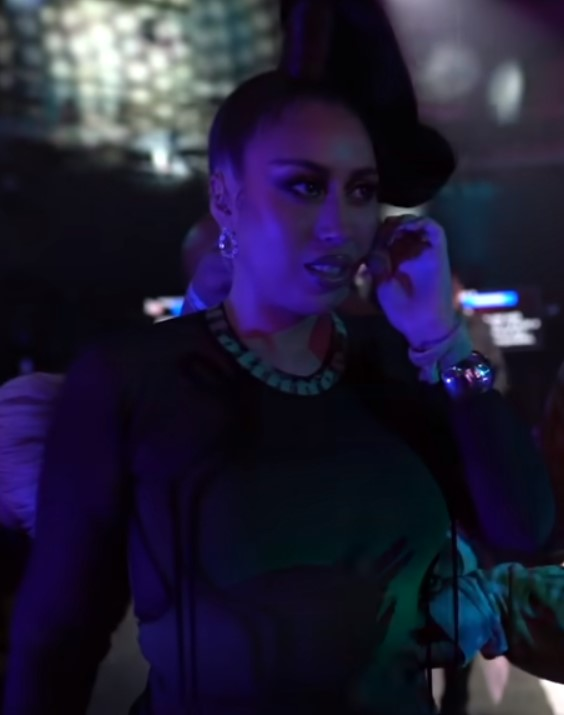
Uchis bei der Verleihung der MTW MIAW Awards (2021)

Am 7. August 2020 veröffentlichte Uchis zusammen mit der Rapperin Rico Nasty den Song Aquí Yo Mando. In der US-amerikanischen Serie Insecure wurde der Track erstmals vorgestellt. Die Sängerin verriet, dass es sich um die Leadsingle ihres nächsten Studioalbums handelt. Eine weitere Kollaborationsarbeit mit Jhay Cortez, La luz (fín), wurde als zweite Singleauskopplung am 1. Oktober 2020 veröffentlicht. Auf der Plattform YouTube erschien am 26. Oktober ein Musikvideo zum Song.
Am 6. November kündigte Uchis den Veröffentlichungstermin ihres Studioalbums Sin miedo (del amor y otros demonios) für Mitte des Monats an. Eine Liste aller Tracks wurde am Tag darauf im Internet herausgegeben. Te pongo mal (Préndelo) erschien als dritte Kollaboration mit Jowell & Randy und zugleich als Promotionstrack des Albums. Am 18. November veröffentlichte Uchis ihr zweites Studioalbum. In den ersten Tagen stieg es auf Platz 1 der Billboard Top Latin Album-Charts und erreichte Platz 53 in den US-Album-Charts. Es ist die bis dato höchste Chartplatzierung der Sängerin und zugleich das erste Werk, auf dem sie ausschließlich in spanischer Sprache singt.
Der am 26. Februar 2021 als Singleauskopplung veröffentlichte Track Telepatía debütierte anfangs in den Top 10 der Latin Billboard Charts. Nach der Veröffentlichung als Single erreichte Telepatía Platz eins in den US Latin Airplay und den US Rhythmic Charts. Der Song wurde kommerziell erfolgreich und stieg in mehreren Ländern in die Top 10 und die Top 20, darunter auch in Österreich und der Schweiz. Zum Lied erschien zusätzlich ein Musikvideo. Am 18. Juni 2021 veröffentlichte Uchis’ Freund Don Toliver die Kollaboration Drugs N Hella Melodies, welche Bestandteil seines zweiten Albums Life of a Don wurde. Eine weitere musikalische Zusammenarbeit, Fue mejor, mit der Sängerin SZA erschien am 29. September als „Bonustrack“ auf der Deluxe Edition.

### 2022–2024:Red Moon in VenusundOrquídeas

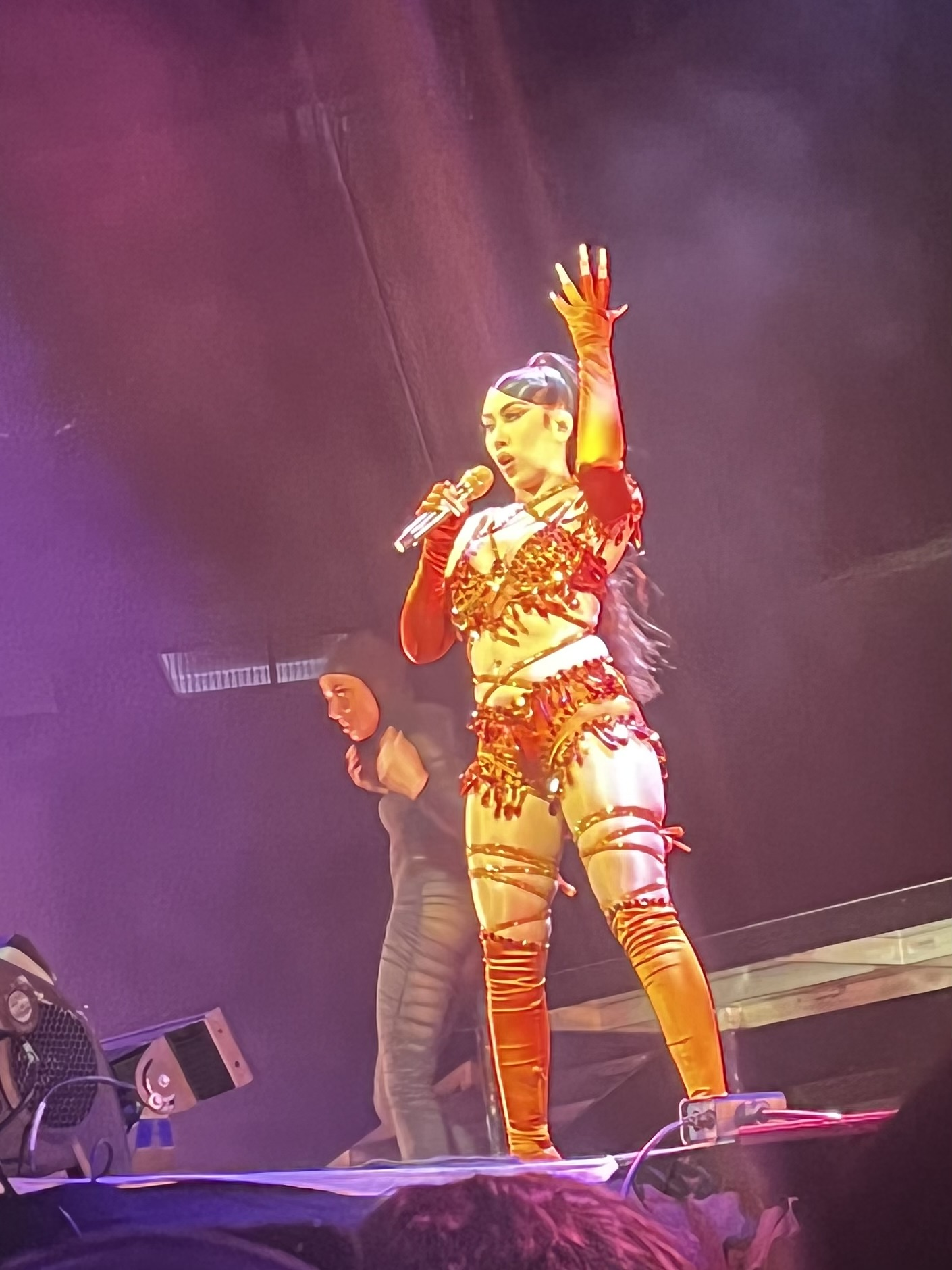
Kali Uchis bei der Eröffnung der Call Me If You Get Lost-Tour von Tyler, the Creator im März 2022 im Madison Square Garden in New York

Während der Verleihung der Latin American Music Awards am 21. April 2022 gab Uchis bekannt, dass sie die Arbeiten an ihrem dritten und vierten Studioalbum beendet habe. Einen Veröffentlichungstermin nannte sie bis dato noch nicht. Uchis verriet jedoch via Twitter, dass sie jeweils eine englischsprachige und eine spanischsprachige Version plane. Am 15. August 2022 erschien ein kurzer Teaser zu ihrem neuen Song No Hay Ley via Instagram und Facebook. Das Stück besitzt Einflüsse von House und wurde am 2. September veröffentlicht.
Am 19. Januar 2023 stellte Uchis mit I Wish You Roses die erste Auskopplung ihres neuen Albums vor. Ein dazugehöriges Musikvideo erschien wenige Tage später. Mit Moonlight folgte die zweite Singleauskopplung, die am 24. Februar veröffentlicht wurde. Im Gegensatz zu dieser konnte sich I Wish You Roses in den US-amerikanischen Charts platzieren und erreichte dort neben Platz 81 der US-Charts den 17. Platz der amerikanischen R&B-Charts. Am 3. März 2023 erschien das dritte Studioalbum Red Moon in Venus, welches auch Gastauftritte von Omar Apollo und Summer Walker beinhaltet.
Kurz vor Veröffentlichung des Albums kündigte Uchis via Twitter ihre sechste Tour an. Diese sollte ihr kommendes drittes Studioalbum weiter promoten. Die für das Frühjahr geplante Tournee startete am 25. April in Austin und endete am 30. Mai 2023 in Phoenix, Arizona. Die Sängerin Raye begleitete Uchis als Co-Headliner und trat als Gastkünstler bei der Eröffnung der Tour auf.
Im Juli 2023 äußerte Uchis gegenüber verschiedener Magazine und Social Media, dass für sie eine „neue musikalische Ära“ begonnen habe. Daraufhin veröffentlichte sie am 4. August die Kollaborationssingle Muñekita, welche in Zusammenarbeit mit dem dominikanischen Rapper El Alfa und der Rapperin JT von der Gruppe City Girls entstand.
Am 11. Oktober kündigte Uchis über Instagram die Veröffentlichung ihres vierten Studioalbums mit dem Titel Orquìdeas für den 12. Januar 2024 an. Zudem erhielt der Beitrag eine Liste mit vierzehn Titeln. Die zweite Singleauskopplung Te Mata kam am 20. Oktober 2023 heraus. Nach langer Ankündigung erschien am 12. Januar schließlich ihr viertes Studioalbum sowie ein Reissue mit dem Titel Orquídeas 2 am 9. August 2024. Eine vierte Singleauskopplung mit dem Titel Igual Que Un Ángel wurde am 1. Februar 2024 veröffentlicht und erreichte Platz eins in den Hot Latin Songs Charts. Zu allen vier Liedern erschienen zusätzlich Musikvideos.

### Seit 2025:Sincerely
Im März 2025 veröffentlichte die südkoreanische Sängerin Jennie Kim ihr Debütalbum Ruby. Das darauf enthaltene Stück 
Damn Right entstand als Kollaboration mit Kali Uchis und dem Musiker Childish Gambino. Damn Right konnte sich sowohl in den südkoreanischen Charts als auch in den US-R&B-Charts platzieren. Dort erreichte der Song Rang 146 beziehungsweise für eine Woche Platz 24.
Am 17. März 2025 kündigte Uchis den Titel ihres fünften Studioalbums Sincerely an. Zuvor veröffentlichte sie am 4. Februar einen Teaser zur kommenden Single Sunshine and Rain… auf TikTok, die am 27. März erschien. Eine weitere Singleauskopplung, ILYSMIH, wurde etwa einen Monat später am 25. April veröffentlicht. Am 9. Mai 2025 erschien Sincerely offiziell mit vierzehn Liedern. Noch am selben Tag wurde All I Can Say als dritte Single veröffentlicht. 
Am 13. Mai gab Uchis via Instagram bekannt, dass sie ab Mitte August auf Tournee gehen werde. Die Tour mit dem Namen  „The Sincerely, Tour“ beginnt am 14. August in Portland und soll am 28. September in Inglewood enden.

## Persönliches
Kali Uchis outete sich Mitte der 2010er Jahre als bisexuell und steht offen dazu. Seit Sommer 2021 ist sie mit dem US-amerikanischen Rapper Don Toliver liiert. Nachdem am 18. Juni 2021 die Kollaboration Drugs N Hella Melodies erschienen war, machten beide ihre gemeinsame Beziehung öffentlich. Am 11. Januar 2024 gab Uchis während eines Interviews bei Billboard News bekannt, dass sie von Toliver schwanger sei. Dies bestätigte Uchis noch am selben Tag via Instagram mit einem Post, auf dem sie und Toliver zu sehen sind. Im März 2024 kam ihr gemeinsamer Sohn zur Welt.
Kali Uchis lebte etwa bis zu ihrem 21. Lebensjahr in ihrer Heimatstadt Alexandria in Virginia, ehe sie im Januar 2015 nach Los Angeles zog. Seit 2019 bewohnt sie ein 350 m² großes Anwesen im San Fernando Valley. Der Kaufwert der Villa wird auf etwa 1,7 Millionen US-Dollar geschätzt. Seit 2023 vermietet Uchis das Anwesen monatlich für 15.000 US-Dollar.

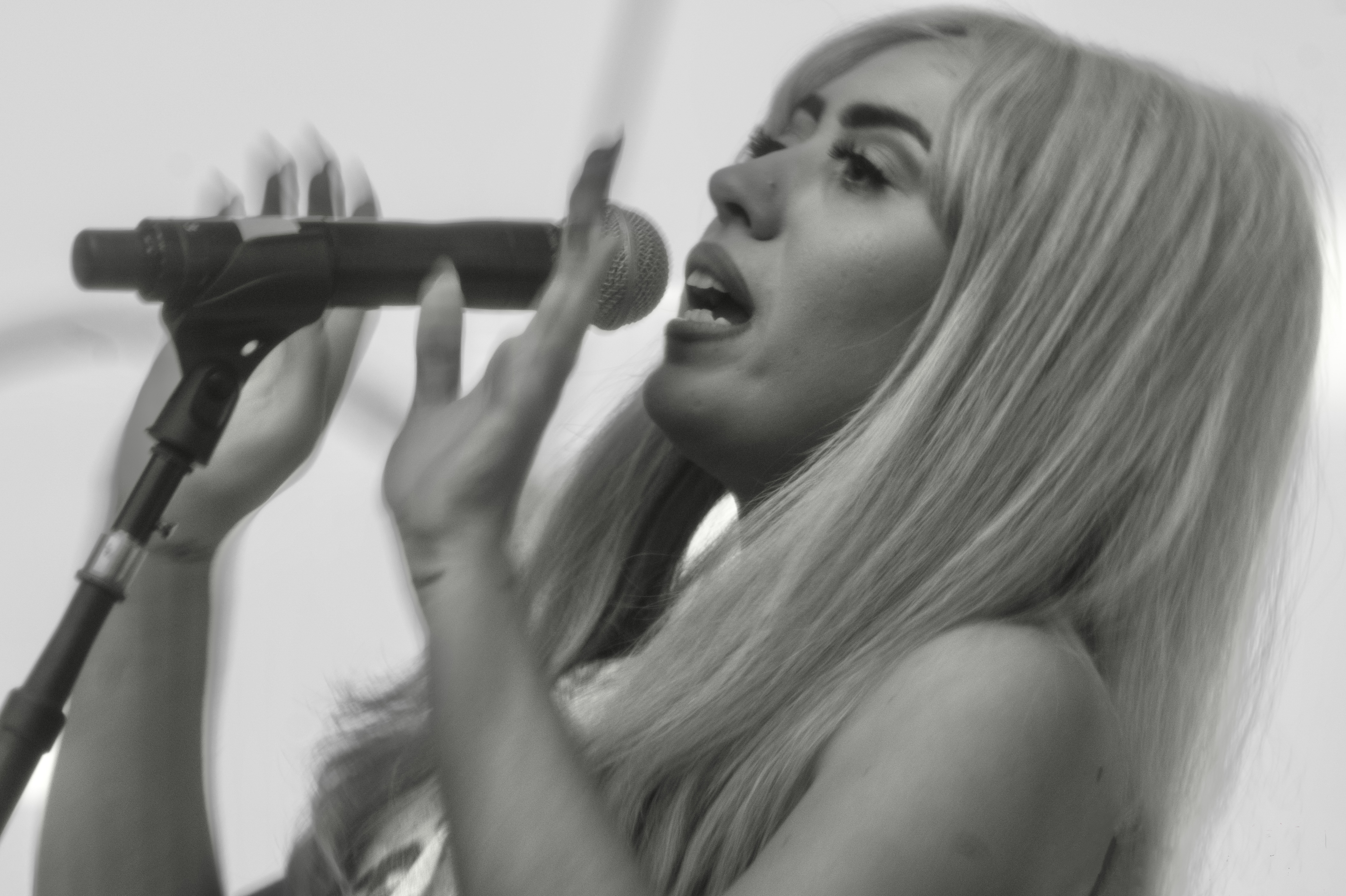
Kali Uchis während des Broccoli City Festivals in Washington, D.C. am 25. April 2015

## Musikstil
Kali Uchis selbst bezeichnet sich als eine „komplizierte Musikerin“ und sagt, dass sie auch nicht vorhat, dies zu ändern. Im Allgemeinen besitzt Uchis’ Musik zum Großteil Einflüsse des Early Soul, R&B und Doo-Wop. Dabei vermischt sich ihr Stil von gewöhnlichen Rhythmen bzw. Klänge, die typisch für Lateinamerika sind, mit musikalischen Stilelementen aus den 1960er- und den 1970er-Jahren. Uchis sagte in einem Interview, dass sie auch gern Jazz spiele und von bekannten amerikanischen Künstlern wie Ella Fitzgerald und Billie Holiday inspiriert ist. Sie bezeichnet zudem Curtis Mayfield, Irma Thomas, Loose Ends sowie Ralfi Pagan als ihre Vorbilder. Auch Mariah Carey zählt zu Uchis’ Vorbildern und hat großen Einfluss auf ihre Musik.

## Soziales Engagement
Im Jahr 2018 verkaufte Uchis über die Social-Shopping-App Depop Kleidung und spendete den Erlös für wohltätige Zwecke in Pereira in Kolumbien. In einem Beitrag auf der Plattform Instagram schrieb Uchis, dass sie in ihrer Heimatstadt Medikamente, Lebensmittel, Schulsachen, Kleidung, Schuhe und Haushaltsgeräte bedürftigen Familien verteilen konnte. Zudem ließ sie Umbaumaßnahmen an Gebäuden und Häusern für Menschen mit Behinderungen vornehmen. Seit August 2018 arbeiten Uchis und ihre Familie gemeinsam mit karitativen Verbänden in Pereira und Medellín zusammen.

## Diskografie
Studioalben

| Jahr | Titel Musiklabel                                                            | Höchstplatzierung, Gesamtwochen, AuszeichnungChartplatzierungen (Jahr, Titel, Musiklabel, Platzierungen, Wochen, Auszeichnungen, Anmerkungen) | Höchstplatzierung, Gesamtwochen, AuszeichnungChartplatzierungen (Jahr, Titel, Musiklabel, Platzierungen, Wochen, Auszeichnungen, Anmerkungen) | Höchstplatzierung, Gesamtwochen, AuszeichnungChartplatzierungen (Jahr, Titel, Musiklabel, Platzierungen, Wochen, Auszeichnungen, Anmerkungen) | Höchstplatzierung, Gesamtwochen, AuszeichnungChartplatzierungen (Jahr, Titel, Musiklabel, Platzierungen, Wochen, Auszeichnungen, Anmerkungen) | Höchstplatzierung, Gesamtwochen, AuszeichnungChartplatzierungen (Jahr, Titel, Musiklabel, Platzierungen, Wochen, Auszeichnungen, Anmerkungen) | Höchstplatzierung, Gesamtwochen, AuszeichnungChartplatzierungen (Jahr, Titel, Musiklabel, Platzierungen, Wochen, Auszeichnungen, Anmerkungen) | Anmerkungen                                                 |
| Jahr | Titel Musiklabel                                                            | DE | AT | CH | UK | US | Latin | Anmerkungen                                                 |
| ---- | --------------------------------------------------------------------------- | --- | --- | --- | --- | --- | --- | ----------------------------------------------------------- |
| 2018 | Isolation Rinse FM • Virgin EMI (UMG)                                       | — | — | — | UK62 Silber · (1 Wo.)UK | US32 Platin · (5 Wo.)US | — | Erstveröffentlichung: 6. April 2018 Verkäufe: + 1.167.500   |
| 2020 | Sin miedo (del amor y otros demonios) Interscope Records • Virgin EMI (UMG) | — | — | — | — | US52 (18 Wo.)US | Latin3 (200 Wo.)Latin | Erstveröffentlichung: 18. November 2020 Verkäufe: + 460.000 |
| 2023 | Red Moon in Venus Geffen Records (UMG)                                      | — | — | CH29 (2 Wo.)CH | UK52 (1 Wo.)UK | US4 Gold · (28 Wo.)US | — | Erstveröffentlichung: 3. März 2023 Verkäufe: + 547.500      |
| 2024 | Orquídeas Geffen Records (UMG)                                              | DE47 (1 Wo.)DE | — | CH13 (2 Wo.)CH | UK99 (1 Wo.)UK | US2 (12 Wo.)US | Latin1 (64 Wo.)Latin | Erstveröffentlichung: 12. Januar 2024                       |
| 2025 | Sincerely Capitol Records (UMG)                                             | DE22 (1 Wo.)DE | AT51 (1 Wo.)AT | CH11 (1 Wo.)CH | UK53 (1 Wo.)UK | US2 (5 Wo.)US | — | Erstveröffentlichung: 9. Mai 2025 Verkäufe: + 62.000        |

## Tourneen
Headlining-Tourneen
- North American Tour (2017)
- In Your Dreams Tour (2018)
- Isolation Tour (2018)
- The Sincerely, Tour (2025)

Co-Headlining-Tournee
- The Kali & Jorja Tour (mit Jorja Smith) (2019)

Supporting-Tourneen
- Leon Bridges – Coming Home Tour (2015)
- Gorillaz – Humanz Tour (2017–2018)
- Lana Del Rey – LA to the Moon Tour (2018)
- Lollapalooza Tour (2018)

## Filmografie
- 2017: Mis planes son amarte (Als sie selbst)
- 2019: Gorillaz: Reject False Icons
- 2020: Blast Beat

## Auszeichnungen
| Auszeichnung                 | Jahr | Kategorie                                  | für                                                         | Resultat   | Quelle |
| ---------------------------- | ---- | ------------------------------------------ | ----------------------------------------------------------- | ---------- | ------ |
| American Music Awards        | 2021 | Favorite Female Artist – Latin             | Kali Uchis                                                  | Nominiert  | [ 81 ] |
| American Music Awards        | 2021 | Favorite Song – Latin                      | Telepatía                                                   | Gewonnen   | [ 81 ] |
| American Music Awards        | 2021 | Favorite Album - Latin                     | Sin miedo (del amor y otros demonios)                       | Nominiert  | [ 81 ] |
| Billboard Latin Music Awards | 2021 | New Artist of the Year                     | Kali Uchis                                                  | Nominiert  | [ 82 ] |
| Billboard Latin Music Awards | 2021 | Female Hot Latin Songs Artist of the Year  | Kali Uchis                                                  | Nominiert  | [ 82 ] |
| Billboard Latin Music Awards | 2021 | Female Top Latin Albums Artist of the Year | Kali Uchis                                                  | Nominiert  | [ 82 ] |
| Billboard Latin Music Awards | 2021 | Latin Pop Artist of the Year               | Kali Uchis                                                  | Nominiert  | [ 82 ] |
| Billboard Latin Music Awards | 2021 | Hot Latin Song of the Year                 | Telepatía                                                   | Nominiert  | [ 82 ] |
| Billboard Latin Music Awards | 2021 | Latin Pop Song of the Year                 | Telepatía                                                   | Nominiert  | [ 82 ] |
| Billboard Latin Music Awards | 2021 | Latin Pop Album of the Year                | Sin miedo (del amor y otros demonios)                       | Gewonnen   | [ 82 ] |
| Grammy Awards                | 2018 | Best R&B Performance                       | Get You (mit Daniel Caesar)                                 | Nominiert  | [ 83 ] |
| Grammy Awards                | 2021 | Best Dance Recording                       | 10% (with Kaytranada)                                       | Gewonnen   | [ 84 ] |
| Grammy Awards                | 2022 | Best Música Urbana Album                   | Sin miedo (del amor y otros demonios)                       | Ausstehend | [ 85 ] |
| Latin American Music Awards  | 2021 | Favorite Pop Album                         | Sin miedo (del amor y otros demonios)                       | Nominiert  | [ 86 ] |
| Latin Grammy Award           | 2017 | Latin Grammy Award for Record of the Year  | El Ratico (mit Juanes)                                      | Nominiert  | [ 87 ] |
| MTV Millennial Awards        | 2021 | Video Of The Year                          | Telepatía                                                   | Nominiert  | [ 88 ] |
| MTV Millennial Awards        | 2021 | Hit Of The Year                            | Telepatía                                                   | Nominiert  | [ 88 ] |
| Premios Nuestra Tierra       | 2021 | Best New Artist                            | Kali Uchis                                                  | Gewonnen   | [ 89 ] |
| Premios Nuestra Tierra       | 2021 | Best Alternative/Rock/Indie Artist         | Kali Uchis                                                  | Nominiert  | [ 89 ] |
| Premios Nuestra Tierra       | 2021 | Best Alternative/Rock/Indie Song           | Telepatía                                                   | Gewonnen   | [ 89 ] |
| Premios Nuestra Tierra       | 2021 | Best Dance/Electro Song                    | 10% (feat. Kaytranada)                                      | Nominiert  | [ 89 ] |
| Premios Juventud             | 2021 | The New Generation - Female                | Kali Uchis                                                  | Gewonnen   | [ 90 ] |
| Soul Train Music Awards      | 2018 | Best New Artist                            | Kali Uchis                                                  | Nominiert  | [ 91 ] |
| UK Music Video Award         | 2018 | Best Urban Video - International           | After the Storm (feat. Tyler, the Creator & Bootsy Collins) | Nominiert  | [ 92 ] |
| UK Music Video Award         | 2018 | Best Production Design in a Video          | After the Storm (feat. Tyler, the Creator & Bootsy Collins) | Nominiert  | [ 92 ] |